# شهرستان استرافورد (نیوهمپشایر)
شهرستان استرافورد واقع در ایالت نیوهمپشایر است. جمعیت این شهرستان بر اساس سرشماری سال ۲۰۱۰ آمریکا ۱۲۳۱۴۳ نفر گزارش شده‌است. مرکز شهرستان استرافورد، داور است.این شهرستان در سال ۱۷۷۱ بنیانگذاری شده‌است.